# モーモールルギャバン
モーモールルギャバン（英語: MOWMOW LULU GYABAN）は、日本のスリーピースロックバンドである。

## 概要
2005年4月、ゲイリー・ビッチェ（ドラム・ボーカル）が半ば強引に友人を説得して活動開始。当初はギターも入った5人編成（ゲイリーはボーカル・ギター）だったが、ドラムとギターの2人が脱退後はゲイリー（ドラム・ボーカル）、マルガリータ（ベース・コーラス）、ユッカ（キーボード・ボーカル・銅鑼）の3人で活動を継続している。
略称は「モーモー」、「モールル」、「モーモル」、「モモルル」、「モルギャバ」など。

### 逸話・その他
モーモールルギャバンと言うバンド名の由来は、「単純に100個くらい考えた中で『モーモールルギャバン』という言葉が輝いていた」ということで特に意味はない。しかし、余りにバンド名のことを聞かれるので、「ゲイリー・ビッチェが住んでいる京都の桃山御陵前の『モーモー』、常備薬『ルル』、尊敬する宇宙刑事『ギャバン』から」と後付けで適当に答えていたらそれが正しい説として広まってしまったという。
1stアルバムのタイトル『野口、久津川で爆死』の野口とは、モーモールルギャバンの初代ドラマーの事を指す。

## メンバー
- ゲイリー・ビッチェ（本名：矢島剛、1980年12月9日（44歳） - ）
ドラム・ボーカル。
  - 群馬県出身。射手座 A型。ソロ名義は「ヤジマX」。大阪西成女医不審死事件の被害者は実の姉[4]。
- ユッカ（本名：尾家祐子、1982年2月24日（43歳） - ）
キーボード・ボーカル・コーラス・銅鑼。
  - 奈良県出身。魚座 B型。
- T-マルガリータ（本名：丸山知秀、1980年9月25日（44歳） - ）
ベース・コーラス。
  - 群馬県出身。天秤座 O型。

### メンバーの変遷
以下はモーモールルギャバンを一時期名乗った第1期（初代）から、モーモールルギャバンを結成した第2期、その後の加入・脱退等を経て現メンバー（2007年12月〜）の形となった第6期まで、それぞれのメンバーと活動内容を紹介する。

#### 第1期（初代モーモールルギャバン）2001年
- 矢島剛：ボーカル・ギター
- 丸山知秀：ベース
- 野口康史：ドラム

矢島が大学の音楽サークル仲間の丸山、野口とバンドを結成、一時期モーモールルギャバンを名乗る。「モーモールルギャバンのテーマ」、「パンティー泥棒の唄」、「お兄さんとホテル」、「白い景色」、その他オリジナル曲を演奏していた。半年ほどで解散。
なお、2012年11月23日の新木場STUDIO COAST、11月30日のなんばHatchのライブでは、野口がゲスト参加し、初代モーモールルギャバンとして当時の曲「お兄さんとホテル」、「白い景色」を演奏している。

#### 第2期 2005年4月 - 2005年6月
- Yajimattz（矢島剛）：ボーカル・ギター・ドラム・コーラス
- 〇りん（丸山知秀）：ベース
- Oh yeah!（ユッカ）：キーボード

矢島が大学の音楽サークル仲間だった丸山、尾家を誘い結成。初ライブ前、自主制作「モーモールルギャバン」録音。

#### 第3期 2005年6月 - 2005年12月
- ヤジマッツ（矢島剛）：ボーカル・ギター
- stone/イッシー（石川）：ギター
- オーイエー（ユッカ）：キーボード・コーラス
- まるりん（丸山知秀）：ベース
- たこちゃん：ドラム

大学の後輩を加えた5人編成でバンドとしての活動を開始。初ライブを京都西院のウーララにて行う。自主制作「ラブレター」録音。

#### 第4期 2006年1月 - 2007年5月
- ヤジマッツ（矢島剛）：ドラム・ボーカル
- ホワイト（白井雄一朗）：ギター・コーラス・Pro Tools
- 〇りん（丸山知秀）：ベース
- ユーchang（ユッカ）：キーボード・コーラス

石川とたこちゃんが就職により脱退。矢島がドラムに転向し、ドラム/ヴォーカルとなる。自主制作「ユキちゃん」録音。
2011年6月26日の京都ネガポジのライブでは、白井がゲスト参加し、初期の曲「君に臭いと言われ5日ぶりに風呂に入った」、「クソまみれの僕ら」、「愛のテーマ」を演奏した。

#### 第5期 2007年6月 - 2007年12月
- ヤジマッツ（矢島剛）：ドラム・ボーカル
- まるりん（丸山知秀）：ベース
- オーイェー!ゆーchang（ユッカ）：キーボード・ボーカル・コーラス
- ズーミー（池住祥平）：ギター

この時期のライブではラストの「サイケな恋人」後半部に外部のドラマーを招き、矢島がフロントに出て曲を締めるのが通例となっていた。

#### 第6期 2007年12月 - 現在
- ゲイリー・ビッチェ（矢島剛）：ドラム・ボーカル
- ユコ=カティ（2018年にユッカに改称）[8]：キーボード・ボーカル・コーラス・銅鑼
- T-マルガリータ（丸山知秀）：ベース・コーラス

池住脱退によりギターレスキーボード・トリオとして活動継続。自主制作「サイケな恋人」録音。「野口、久津川で爆死」、「クロなら結構です」、「BeVeci Calopueno」、「僕は暗闇で迸る命、若さを叫ぶ」、「モーモールル・℃・ギャバーノ」、「シャンゼリゼ」、「PIRATES of Dr.PANTY」、「ヤンキーとKISS」、「IMPERIAL BLUE」、「消えて」録音。

## 来歴
- 2001年
ゲイリー・ビッチェ（矢島剛）が大学2年の時に同志社大学の音楽サークル仲間のT-マルガリータ（丸山知秀）、野口康史を誘いバンドを結成。このバンドは一時期「モーモールルギャバン」を名乗る。半年ほどで解散。
- 2002年
矢島が大学3年の時に丸山と「アフロ商会」というスカ・バンドを結成。このバンドにサポートとしてユコ＝カティが参加、後に正式加入する。
- 2005年
4月 - 矢島が大学の音楽サークル仲間だった丸山、ユコを誘い「モーモールルギャバン」を結成。
6月 - 自主制作『モーモールルギャバン』発表。その後大学の後輩であったstone（石川）、たこちゃんを加えた5人編成でバンドとしての活動を開始。初ライブを京都西院のウーララにて行う。矢島はボーカル/ギターであった。
自主制作『ラブレター』発売。
12月 - 石川とたこちゃんが就職により脱退。
- 2006年
1月 - ギタリストとしてホワイト（白井雄一朗）が加入。ドラマーが見つからなかったため矢島がドラムに転向し、ドラム/ボーカルとなる。
- 2007年
2月 - 自主制作『ユキちゃん』発表。
5月 - 白井が脱退。
6月 - 新ギタリストとしてズーミー（池住祥平）が加入。
12月 - 池住が脱退。間近にライヴあったためにユコがエフェクターを購入し、キーボードでギターパートも補完。ギタリスト不在でライヴを敢行。好感触であったためギターレスキーボード・トリオとして活動を継続。
- 2008年
6月 - 自主制作『サイケな恋人』発売。
- 2009年
3月に開催されたFM802主催「MUSIC CHALLENGE 2008」にてグランプリを獲得。
11月11日：デビューアルバム『野口、久津川で爆死』をリリース[9]。
- 2010年
6月 - 2枚目のアルバム（ミニアルバム）『クロなら結構です』がビクターエンタテインメントのレーベル「Getting Better」よりリリース。
『クロなら結構です』収録の楽曲『悲しみは地下鉄で』にヨーロッパ企画の永野宗典がインスパイアを受け、同名タイトルで短編映画化された[10]。舞台はモーモールルギャバン、ヨーロッパ企画が活動の拠点とする京都。全20分のうち楽曲部分はミュージック・ビデオになっている。
- 2011年
3月 - 3枚目のアルバム（メジャー初のフルアルバム）『BeVeci Calopueno』をリリース。
6月26日の京都ネガポジのライブでは、前々ギタリストの白井がゲスト参加し、初期の曲「君に臭いと言われ５日ぶりに風呂に入った」、「クソまみれの僕ら」、「愛のテーマ」を演奏した。
12月 - ライブDVDとシングルCD『Good Bye Thank You』をセットにした初の映像作品『〜THE MOVIE OF MOWMOW LULU GYABAN〜「PINK and BLACK」 』発表。
- 2012年
2月 - 第4回CDショップ大賞、ライブパフォーマンス賞に選出された。
3月 - 4枚目のアルバム『僕は暗闇で迸る命、若さを叫ぶ』をリリース。
10月 - ライブDVD『Live at Zepp Tokyo 2012.6.22:エンペラー』を発表した。
11月23日の新木場STUDIO COAST、11月30日のなんばHatchのライブでは、初代モーモールルギャバンのドラマー野口がゲスト参加し、初代モーモールルギャバンとして当時の曲「お兄さんとホテル」、「白い景色」を演奏した。
- 2013年
9月 - 2枚目のシングル『LoVe SHouT!』をリリース。
- 2014年
5月17日の石巻 Blue Resistance のライブをもって、ライブ活動無期限休止。
6月 - 5枚目のアルバム（2枚目のミニアルバム）『モーモールル・℃・ギャバーノ』をリリース。女優の橋本愛がジャケットを飾り、MVにも出演した[11]。
事務所Lively upを離れる。
- 2015年
3月19日に京都磔磔で復活ライブを開催（この他に東京、名古屋の全3公演）。
6月 - 6枚目のアルバム『シャンゼリゼ』をリリース[12][13]。
- 2016年
6月 - 7枚目のアルバム（3枚目のミニアルバム）『PIRATES of Dr.PANTY』をリリース。
- 2017年
3月 - クラウドファンディング CAMPFIREにて「モーモールルギャバン×アニメーター・すしお コラボ最新PVを作りたい」を募集し、目標達成。これにより次作『ヤンキーとKISS』のリードトラック「ガラスの三十代」のPVをすしお監督で作成する事となる。
5月 - 8枚目のアルバム『ヤンキーとKISS』をリリース。
事務所スペースシャワーを離れる。
- 2018年
ユコ＝カティがユッカに改名。
9月26日：9枚目のアルバム『IMPERIAL BLUE』をリリース[14][15]。
新しい学校のリーダーズのメジャー・ファースト・アルバムのリード曲「最終人類」の作詞を担当。
- 2019年
6月12日：3枚目のシングル「消えて」をリリース[16]。
- 2020年
12月、ゲイリーの生誕祭で演奏。活動休止期間に入る[17]。
- 2023年
しばらくバンドでの活動は行われていなかったが、3月28日、ゲイリーとユッカが数年前に入籍していたことと、2人の第一子となる女児が誕生したことを発表した[18]。
12月、ゲイリーの生誕祭で三年ぶりに演奏。ライブ活動が再開する[19]。

## ディスコグラフィー

### 自主制作
- 『モーモールルギャバン』（2005年6月 第2期）
- 『ラブレター』（2005年 第3期）
- 『ユキちゃん』（2007年2月 第4期）
- 『サイケな恋人』（2008年6月 第6期）

### アルバム

#### フル・アルバム
- 『野口、久津川で爆死』（2009年11月 第6期）
- 『BeVeci Calopueno』（2011年3月 第6期）
- 『僕は暗闇で迸る命、若さを叫ぶ』（2012年3月 第6期）
- 『シャンゼリゼ』（2015年6月 第6期）
- 『ヤンキーとKISS』（2017年5月 第6期）

#### ミニ・アルバム
- 『クロなら結構です』（2010年6月 第6期）
- 『モーモールル・℃・ギャバーノ』（2014年6月 第6期）
- 『PIRATES of Dr.PANTY』（2016年6月 第6期）
- 『IMPERIAL BLUE』（2018年9月 第6期）

### シングル
- 『Good Bye Thank You』（2011年12月 第6期）
- 『LoVe SHouT!』（2013年9月 第6期）
- 『消えて』（2019年6月 第6期）

### 映像作品
- 『〜THE MOVIE OF MOWMOW LULU GYABAN〜「PINK and BLACK」』（2011年12月 第6期）
- 『Live at Zepp Tokyo 2012.6.22:エンペラー』（2012年10月 第6期）

### 参加作品
- 『Songs For "Donca3!!"』（2006年6月 第4期）

4曲目「彼と彼女の日常」で参加。(「僕は暗闇で迸る命、若さを叫ぶ」収録曲とは別バージョン)
- 『ASIAN KUNG-FU GENERATION presents NANO-MUGEN COMPILATION 2011』（2011年6月 第6期）

DISC2 1曲目「コンタクト」で参加。
- 『カノジョは嘘を愛しすぎてるMIX TAPE VOL.1』（2012年2月 第6期）

8曲目「琵琶湖とメガネと君」で参加。
- 『DJやついいちろう/プラチナディスク』（2012年7月 第6期）

10曲目「ユキちゃんの遺伝子」で参加。

### その他
- 『ユキちゃんに振られた』（2017年12月 第6期）

クラウドファンディング CAMPFIREのリターンとして作成された。
- 『限定CD-BOX「幻の自主制作DEMO盤 復刻コンプリートBOX（4枚組）」』（2017年12月 第2期、第3期、第4期、第6期）

クラウドファンディング CAMPFIREのリターンとして作成された。
レーベル キングレコード/STANDING THERE, ROCKS
リターンの種類によりに「すしおデザインBOX」または「BOXなし」仕様。
内容は 『モーモールルギャバン』、『ラブレター』、『ユキちゃん』、『サイケな恋人』

### 未音源化楽曲
- 『モーモールルギャバンのテーマ』（2001年）
- 『お兄さんとホテル』（2001年）
- 『白い景色』（2001年）
- 『さよならフリーダム』（2007年）
- 『26』（2007年）
- 『街色フィルム』（2008年）
- 『ふたりのサタデーナイト』（2009年）
- 『やまんばに殺される』（2009年）
- 『ある眠れぬ夜に熱帯魚とビールを』（2011年　NHKのBSデジタルアンテナ設置促進キャンペーン・テーマ曲[20]）

## タイアップ一覧
| 使用年 | 曲名                           | タイアップ                                                   |
| ------ | ------------------------------ | ------------------------------------------------------------ |
| 2011年 | 悲しみは地下鉄で               | 短編映画『悲しみは地下鉄で』主題歌                           |
| 2011年 | Hello!!Mr.Coke-High            | TBS『あいまいナ!』4月エンディングテーマ                      |
| 2011年 | ある眠れぬ夜に熱帯魚とビールを | NHK「BSデジタルアンテナ設置促進」キャンペーンソング          |
| 2014年 | LoVe SHouT!                    | 映画『スイートプールサイド』主題歌                           |
| 2016年 | Dr.PANTY                       | テレビ東京系『JAPAN COUNTDOWN』2016年6月度オープニングテーマ |

## ヘビーローテーション/パワープレイ

### テレビ
| 放送年 | 曲名               | ヘビーローテーション/パワープレイ                 |
| ------ | ------------------ | ------------------------------------------------- |
| 2010年 | ユキちゃんの遺伝子 | スペースシャワーTV 6月ミドルローテーション「it!」 |
| 2015年 | さらば人類         | 石川テレビ『N-18 凸』7月の凸tune                  |

## ライブ

### ワンマンライブ・主催イベント
- 2009年11月23日 - モーモールルギャバンワンマン!!!
- 2010年6月26日 - レコ発ワンマンライブ「クロならワンマンです」
- 2010年9月17日 - 10月30日（21公演）- 「ノグチ IN BLACK TOUR 2010」
- 2010年9月18日、10月31日（2公演） - 「ノグチ IN BLACK TOUR 2010」追加公演
- 2011年4月17日 - 6月19日（14公演） - Oneman The BeVeci Calo ☆ too-ah
- 2011年12月07日 - モーモールルギャバン「PINK and BLACK」発売記念Ustream生中継
- 2012年2月17日、24日（2公演）- 大都会は俺の庭 in 大阪 / 東京
- 2012年3月2日 - 6月22日（22公演）- モーモールルギャバン 2012 「31歳、それでも若さを叫ぶ!! Too-Ah!!」
- 2012年11月23日、30日（2公演）- モーモールルギャバン 2012 「31歳、それでも若さを叫ぶ!! Too-Ah!!」追加公演
- 2013年5月10日 - 6月30日（15公演）- Lively Up presents モーモールルギャバン×マッカーサーアコンチ “THE REAL THAT ROCKED Vol.1″
- 2013年9月14日 - 10月19日（6公演）- モーモールルギャバン「URBAN NIGHT! 騒ぎまSHouT!」
- 2013年9月4日 - モーモールルギャバン LoVe SHouT! 生トーク、"史子の部屋" On Ustream
- 2014年1月26日 - 5月17日（26公演）- “ライブ活動休止前”ラストワンマンツアー!! 「乱れうち。」からの、「打止め!」
- 2015年3月19日、4月3日、4月28日（3公演）- モーモールルギャバン、復活! 「蘇る無茶と野獣ツアー2015」
- 2015年9月11日 - 11月7日（22公演）- Tour 2015 “Would you be my friend?”〜 Champs-Elysées de ツーマン 〜
- 2015年11月15日、12月12日（2公演） - Tour 2015 “Would you be my friend?”〜 ワンマン à Tokyo et Osaka 〜
- 2016年11月22日 - 2017年2月4日（15公演）- 襲来 ～Let's go UTOPIA～
- 2017年7月14日、16日、23日（3公演）- KISSだけじゃ済まないリリースパーティー2017
- 2017年10月25日 - 棄て曲なんて言わせないよ絶対
- 2017年12月24日 - ROCK’N’ROLL 25th Anniversary～つよしこの夜～
- 2018年1月9日 - モーモールルギャバン新春ワンマン!～あけましておめでとう感謝祭～
- 2018年2月9日 - 野口、クロなら爆死結構です～あの頃キミは若かった～デビュー作「野口、久津川で爆死」メジャー1st「クロなら結構です」完全再現ライブ!
- 2018年4月14日 - 野口、クロなら爆死結構です～あの頃キミは若かった～デビュー作「野口、久津川で爆死」 メジャー1st「クロなら結構です」完全再現ライブ!
- 2018年5月9日 - 僕は暗闇で・℃・ギャバーノを叫ぶ」 メジャー3rd「僕は暗闇で迸る命、若さを叫ぶ メジャー4th「モーモールル・℃・ギャバーノ」完全再現ライブ!
- 2018年6月9日 - Thank You！BeVeci Calo SHouT! メジャー2nd「BeVeci Calopueno」1stシングル「Good Bye Thank You」2ndシングル「LoVe SHouT!」完全再現ライブ!
- 2018年10月12日 - 12月8日（17公演） - モーモールルギャバンTOUR 2018 『Yeahhhh!! ムチャしやがって』
- 2018年12月9日 - つよし生誕祭〜ツアーが終わってホッと一息ワンマンだ!〜!
- 2018年12月24日 - つよしこの夜
- 2019年5月15日 - 7月6日（8公演）- モーモールルギャバン ワンマンツアー2019 『モゥーツーの逆襲 from 上海 to 京都』
- 2019年10月4日 - 10月20日（7公演） - モーモールルギャバンtour2019秋「安西先生、爆音がしたいです」
- 2019年12月9日 - つよし生誕祭